# Power Technologies, Inc.
Power Technologies, Inc. (PTI), oorspronkelijk Power System Engineering, is een Amerikaans elektrotechnisch adviesbureau. In 2017 draaide ongeveer 70 procent van het wereldwijde elektriciteitsnet op software van PTI.

## Geschiedenis
Op 4 augustus 1969 werd Power Technologies, Inc. opgericht door Lionel Barthold, onder de naam Power System Engineering. Hij werkte sinds 1950 bij General Electric, maar wilde eind jaren zeventig een groot bedrijf leiden. Destijds was Barthold de manager van wisselstroom-transmissie. In 1968 maakte hij zijn intenties bekend bij zijn leidinggevende, en begon hij na te denken over een adviesbureau. Barthold benaderde enkele van zijn GE-collega's, en samen met zeven collega's startte hij PTI.
In 1986 trad Barthold af als voorzitter van PTI. Hij werd opgevolgd door Del Wilson, een hoofdingenieur bij PTI sinds 1974. Wilson ging met pensioen in 1993, maar zijn opvolger trad weer af na 10 maanden. Wilson keerde tijdelijk terug om zijn taken te hervatten en werd vervolgens in 1995 opgevolgd door Steven J. Balser. In 1995 had PTI 120 medewerkers in haar kantoor in Schenectady, New York, en een jaarlijkse omzet van $20 miljoen.
In 1999 werd PTI verkocht aan Stone & Webster, en werd Balser vervangen door Dennis Aronson. In 2000 vroeg Stone & Webster faillissement aan en werd PTI overgenomen door de Shaw Group, Inc., een industrieel leidingwerkbedrijf. In 2005 werd PTI doorverkocht aan Siemens Power Transmission & Distribution, en de naam veranderd naar Siemens Power Technologies International (Siemens PTI).